# Winfried E. Frank
Winfried E. Frank (* 17. Juli 1932 in Perl; † 5. Februar 2020) war ein deutscher Politiker (CDU) und von 1970 bis 1995 Abgeordneter des Saarländischen Landtages.

## Leben
Nach Lehre, Gesellenprüfung, betrieblicher und fachschulischer Weiterbildung legte er 1955 die Meisterprüfung als Maler- und Lackierer ab, 1957 übernahm er den seit 1912 bestehenden großelterlichen Betrieb. Von 1960 bis 1966 war er Vorstandsmitglied der Maler- und Lackiererinnung Merzig, Obermeister von 1966 bis 1973. Er war Vorstandsmitglied der Maler- und Lackiererinnung des Saarlandes, gleichzeitig Vorstandsmitglied des Hauptverbandes des Deutschen Maler- und Lackiererhandwerks, Mitglied der Vollversammlung und Mitglied des Vorstandes. Von 1974 bis 2004 war Winfried E. Frank Präsident der Handwerkskammer des Saarlandes, Mitglied des Handwerksrates des ZDH, Präsident des auf seine Initiative errichteten Interregionalen Handwerksrates der Kammern Saar-Lor-Lux und Rheinland-Pfalz.
Als Abgeordneter des Saarländischen Landtages (1970–1995) war er zehn Jahre wirtschaftspolitischer Sprecher der CDU-Fraktion und Landesvorsitzender der Mittelstandsvereinigung der CDU-Saar. Frank ist Ehrenvorsitzender der Mittelstandsvereinigung der CDU-Saar und Ehrenmitglied vom Bundesvorstand CDU/CSU Mittelstandsvereinigung.
Am 24. Januar 1995 wurde Frank mit dem Saarländischen Verdienstorden ausgezeichnet.

### Stiftung Winfried E. Frank
Die Mitglieder der Stiftung Saarländisches Handwerk e. V. haben in ihrer Sitzung am 2. Dezember 2004 beschlossen, die Verdienste von Winfried E. Frank in seiner Zeit als Präsident der Handwerkskammer des Saarlandes durch die Umbenennung der 1976 bereits gegründete Stiftung zu würdigen. Die Stiftung trägt jetzt den Namen Stiftung Saarländisches Handwerk – Winfried E. Frank Stiftung.
Die Stiftung hat den Zweck, die staats- und gesellschaftspolitische Bildung, die internationale Verständigung, insbesondere die europäische Einigung sowie die Aus-, Fort- und Weiterbildung – vor allem im Handwerk – zu fördern.